# Neoathyreus illotus
Neoathyreus illotus är en skalbaggsart som beskrevs av Henry Fuller Howden 1985. Neoathyreus illotus ingår i släktet Neoathyreus och familjen Bolboceratidae. Inga underarter finns listade i Catalogue of Life.